# Klusil
Klusiler (explosiva konsonantljud) är samlingsnamnet på foner som produceras genom att luftvägen obstrueras med tungans eller läpparnas hjälp, varpå ett lufttryck byggs upp i munhålan och halsen (ocklusionsfasen). Vanligen släpps luften därpå ut i en explosion som då ofta leder till aspiration, men denna del kan utebli i underartikulerat tal. Detta sker bland annat i engelska.
I svenskan används allmänt sex klusiler:
- bilabiala: tonande, [b]; tonlös, [p]
- dentala: tonande [d]; tonlös, [t]
- velara: tonande [g]; tonlös, [k]

I rikssvenskan och de flesta svenska dialekter med tungspets-r (finlandssvenskan undantagen) tillkommer två retroflexa klusiler:
- retroflexa: tonande, [ɖ]; tonlös, [ʈ].